# Psorospermum mechowii
Psorospermum mechowii är en johannesörtsväxtart som beskrevs av Adolf Engler. Psorospermum mechowii ingår i släktet Psorospermum och familjen johannesörtsväxter. Inga underarter finns listade i Catalogue of Life.